# Палац Софіеро
Софіеро (швед. Sofiero) — колишній палац шведської королівської родини, розташований за 5 км на північ від Гельсингборга. Спочатку являв собою гемман під назвою Скабелюке (Skabelycke), який у 1864 був придбаний шведським кронпринцем Оскаром та його дружиною Софією Нассау. Будівництво палацу було завершене в 1865 році. Сучасний вигляд палац набув у 1876 році вже після сходження Оскара на престол.

## Історія
У 1905 онук Оскара II, принц Густав Адольф, і його дружина, кронпринцеса Маргарита Коннаутська, отримали цей палац як весільний подарунок. Вони оновили його і розбили великий сад рододендронів, завдяки якому палац сьогодні настільки відомий. Густав Адольф став королем у 1950 під ім'ям Густава VI Адольфа, і Софієро до 1973 був його офіційною літньою резиденцією. Вважалося, що він був улюбленим палацом короля. Померлий у 1973 монарх заповідав палац Гельсінгборгу.

## Наші дні
Автобус із Гельсінгборга ходить до Софіеро кілька разів на годину. Сьогодні його головною пам'яткою є величезні сади з великою кількістю місцевої та завезеної з інших місць флори, зібраної з обох боків протоки Ересунн. Варто згадати і клумби рододендронів, яких у саду понад 500 видів. Парк має невелику виставку сучасного мистецтва.
Влітку на великих трав'яних галявинах влаштовуються живі концерти на відкритому повітрі, на яких виступають як місцеві (Пер Гессле, Ґилен Тідер), так і зарубіжні виконавці та гурти (Боб Ділан, Брайан Адамс).
У палаці розташований ресторан та кафе, іноді його також використовують як виставкову галерею. Марка пива, яку випускає компанія Kopparbergs Brewery, називається Софіеро.

## Посилання

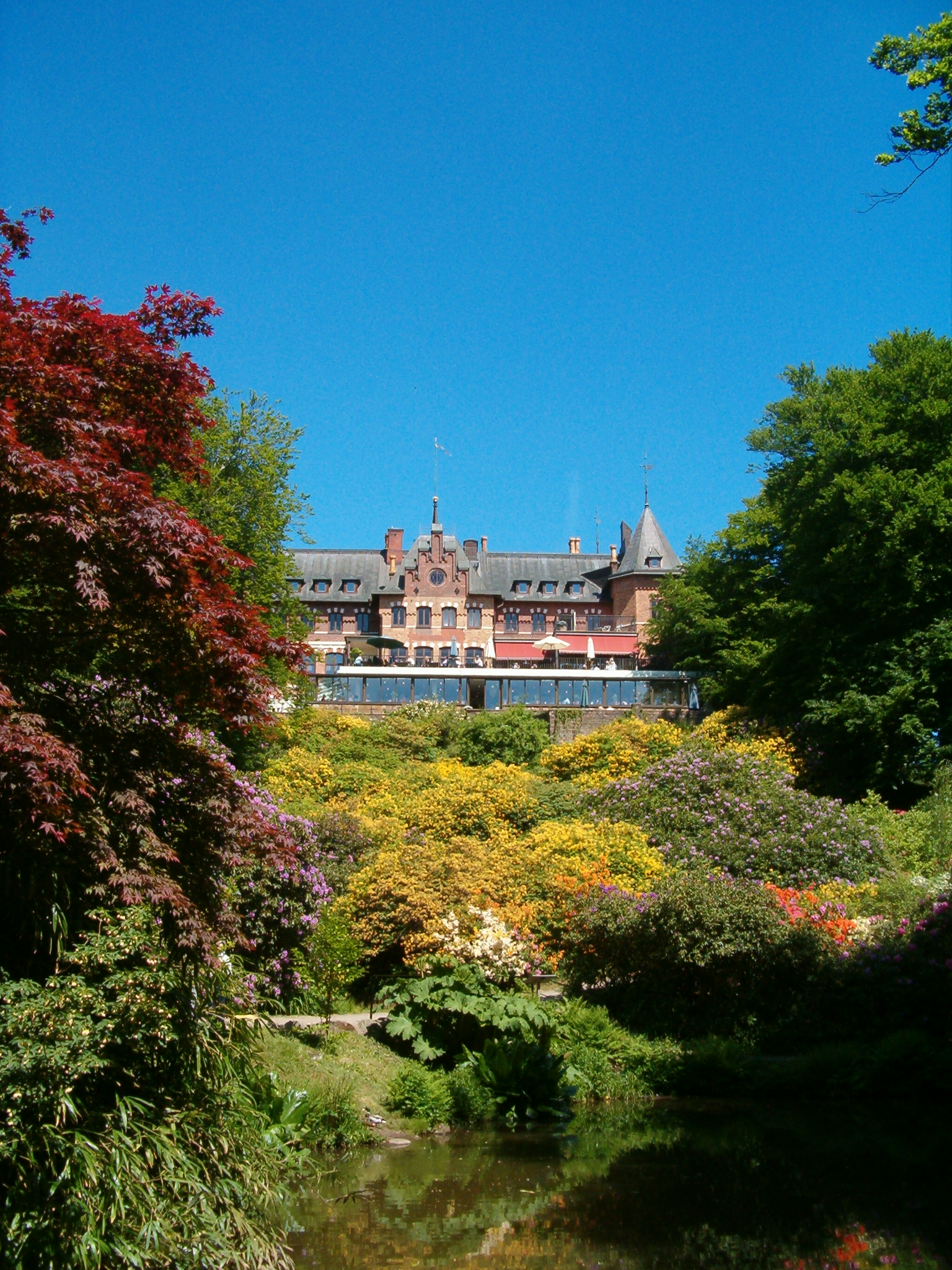
Палац Софіеро